# Lithocarpus vinhensis
Lithocarpus vinhensis är en bokväxtart som beskrevs av Aimée Antoinette Camus. Lithocarpus vinhensis ingår i släktet Lithocarpus och familjen bokväxter. Inga underarter finns listade.